# Phumosia mossopi
Phumosia mossopi este o specie de muște din genul Phumosia, familia Calliphoridae, descrisă de Zumpt în anul 1953.
Este endemică în Zimbabwe. Conform Catalogue of Life specia Phumosia mossopi nu are subspecii cunoscute.